# Martin Rutten
Martin Rutten, né le 12 juin 1876 à Clermont-sur-Berwinne en Belgique et mort le 31 décembre 1944 à Bruxelles, est un avocat, magistrat et gouverneur général du Congo belge. De 1901 à 1927, il a été au service d'abord de l'État indépendant du Congo puis du Congo belge.

## Biographie
Martin Jean Marie René Rutten, né le 12 juin 1876 à Clermont-sur-Berwinne, est le fils de Corneil René Rutten, agriculteur et bourgmestre de Clermont-sur-Berwinne et de Marie Élisabeth Joseff, cultivatrice. La famille de Martin Rutten était de tradition catholique. Le 13 décembre 1923, il épouse Yvonne Van der Heyden à Tournai.
Il fait des études à l'Université de Liège et obtient le titre de docteur en droit. Il prête serment comme avocat auprès de la Cour d'appel de Liège en 1897. 
En juillet 1901, il part comme magistrat au service de l'État indépendant du Congo. Il est presque immédiatement dirigé vers le Katanga qui était à cette époque fort éloigné de la capitale Boma de fait de l'absence de voies ferrées. Un Comité spécial du Katanga administrait le territoire à partir de Bruxelles. Mais le service de la justice restait indépendant de ce comité et de Boma, distante de plusieurs milliers de kilomètres. Il s'intéresse à la vie des Congolais et apprend à connaître leur mentalité. 
Quand la Cour d'appel d'Élisabethville (Lubumbashi) est créée, il en devient le premier procureur général. À ce titre, il doit faire face au comportement des nombreux étrangers européens qui ont tendance à se considérer en pays conquis. Les abus vis-à-vis de la main d'œuvre ne manquent pas non plus de la part des belges et des européens en général. 
Le 8 octobre 1918, il est désigné comme vice-gouverneur général, assistant du Gouverneur général Eugène Henry, puis de Maurice Lippens. Le 23 décembre 1923, Martin Rutten est nommé gouverneur général du Congo belge. Une fois à ce poste, il encourage la formation d'accoucheuses congolaises pour encourager la natalité. Il encourage également l'évangélisation par les missions catholiques pour remplacer les coutumes tribales par les usages chrétiens enseignés par les missionnaires. Il est l'un des premiers civils à avoir accédé à cette fonction, réservée de fait à des militaires depuis déjà de longues années.
Il ne rentre définitivement en Belgique qu'en décembre 1927. Il est alors remplacé par Auguste Tilkens aux fonctions de gouverneur général. 
Il prend sa pension en 1934 et meurt le 31 décembre 1944 à Bruxelles.

## Distinctions
- Commandeur de l'ordre de Léopold en 1926 (Belgique).
- Chevalier de l'ordre de la Couronne (Belgique)
- Grand officier de l'ordre royal du Lion en 1935 (Congo belge).
- Commandeur de l'ordre de l'Étoile africaine en 1927 (Congo belge).
- Étoile de service en or en 1910 (Congo belge).
- Grand-croix de l'ordre du Christ (Portugal).
- Commandeur de la Légion d'honneur (France).
- Commandeur de l'ordre de l'Étoile noire du Bénin (France/Bénin).
- Commandeur de l'ordre royal de l'Étoile polaire (Suède) ;
- Commandeur de l'ordre de la Couronne d'Italie.